# Seuneubok Punteut
Seuneubok Punteut is een bestuurslaag in het regentschap Aceh Timur van de provincie Atjeh, Indonesië. Seuneubok Punteut telt 1056 inwoners (volkstelling 2010).